# Boxenstop Tübingen

Logo

Boxenstop ist ein Auto- und Spielzeugmuseum in Tübingen, das die private Sammlung der Betreiber Rainer und Ute Klink zeigt.
Das Museum wurde 1985 gegründet, damals noch mit ungefähr 200 Quadratmetern Fläche. Nach und nach wurde das Museum dann auf 1200 Quadratmeter erweitert; die letzte Erweiterung fand 2017 statt. 
Die Ausstellung umfasst 70 Autos, Motorräder, Fahrräder und über 1000 Spielzeuge.